# Nebulosa M78
La nebulosa Messier 78 (también conocida como M78 o NGC 2068) es una nebulosa de reflexión en la constelación Orión. Fue descubierta por Pierre Méchain en 1780 e incluida por Charles Messier en su catálogo de objetos ese mismo año.

## Características
M78 es la nebulosa difusa de reflexión más brillante de un grupo de nebulosas que incluye NGC 2064, NGC 2067 y NGC 2071. M78 es fácilmente visible en pequeños telescopios como una mancha difusa e incluye dos estrellas de magnitud 10. Estas dos estrellas, HD 38563A y HD 38563B, son responsables de hacer la nube de polvo en M78 visible al reflejar su luz.

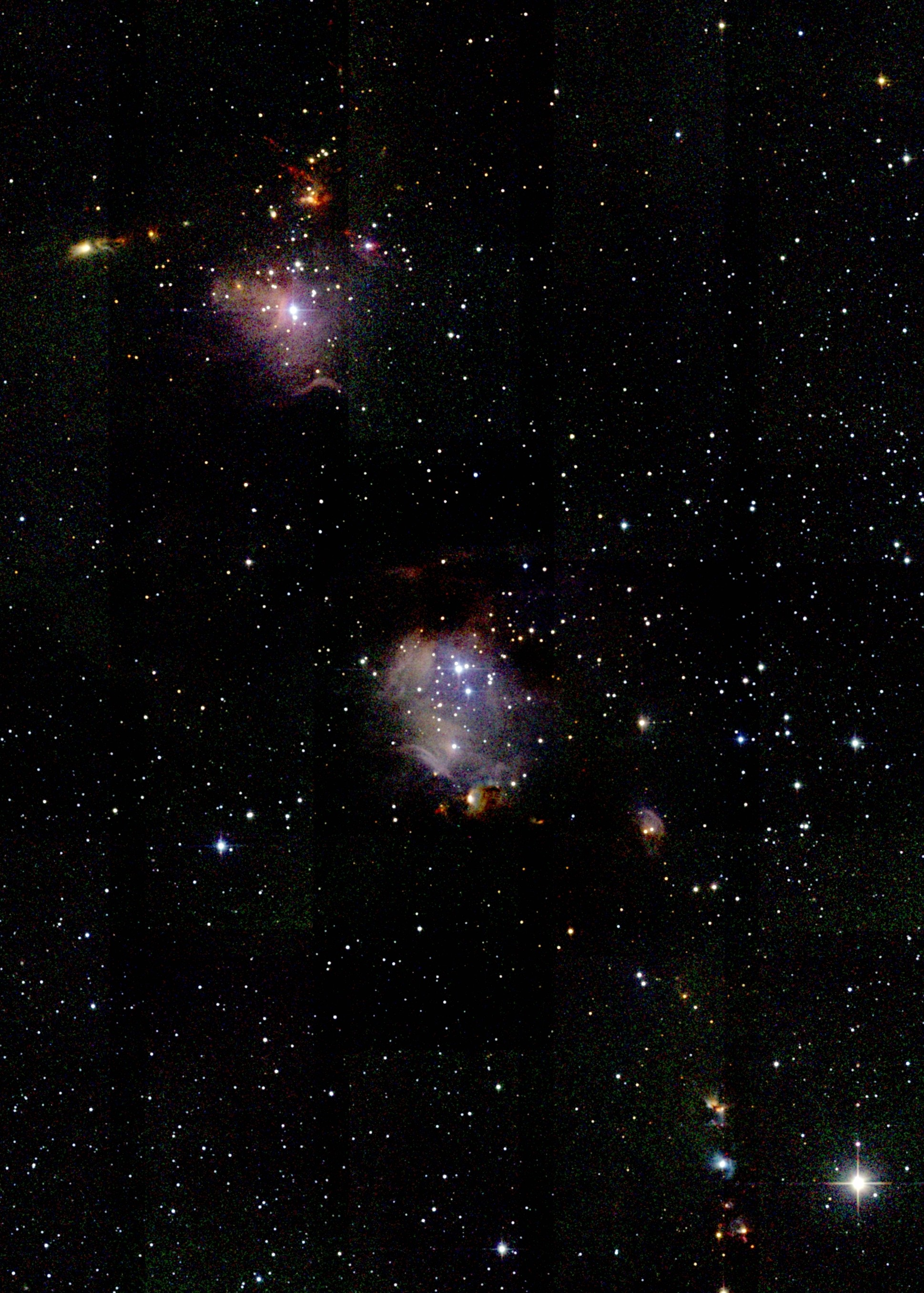
M78 por el 2MASS
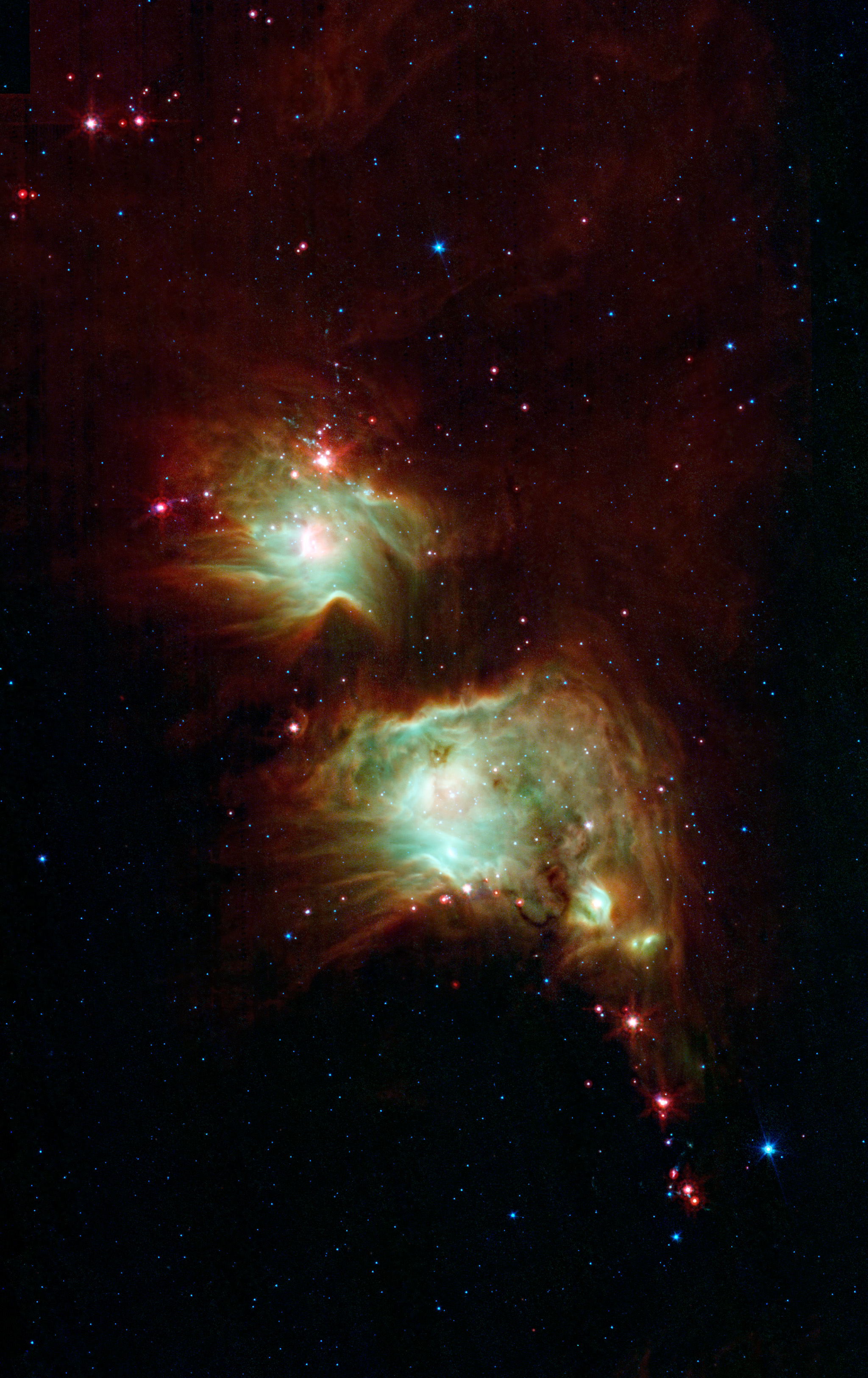
M78 por el Spitzer